# 14567 Nicovincenti
14567 Nicovincenti este un asteroid din centura principală de asteroizi.

## Descriere
14567 Nicovincenti este un asteroid din centura principală de asteroizi. A fost descoperit pe 19 iunie 1998 la Socorro, New Mexico, în cadrul proiectului LINEAR. Asteroidul prezintă o orbită caracterizată de o semiaxă mare de 2,28 ua, o excentricitate de 0,11 și o înclinație de 6,1° în raport cu ecliptica.